# Успение Богородично (Влохос)
Манастирът „Успение Богородично“ (на гръцки: Ιερά Μονή Κοιμήσεως της Θεοτόκου Βλοχού) се намира на около 650 м надморска височина и 15 км североизточно от Агринио на западните склонове на Панетолико. Разположен е на поляна под малко плато, на което през античността се е издигал акрополът на Тестия (носеща името си по Тестий). На платото се намират останки от циклопски стени от микенската епоха, подобни на тези на Тиринт.
Според запазена грамота от 1563 г. на патрирах Йоасаф II Константинополски манастирът по онова време е издигнат наново и обявен за ставропигия на Вселенската патриаршия. През XVIII век е повторно реновиран. Предходно през византийската епоха е бил укрепен, а след превземането на Константинопол остава в земите на Епирското деспотство. През 1294 г. има сведение, че крепостта с манастира е отстъпена в зестра на Филип I Тарантски.
След края на гръцката война за независимост и създаването на Гърция, през 1834 г. с указ на Отон I манастирът е затворен, а имуществото му предадено на Прусоския манастир. По османско време Евгений Етолийски и Козма Етолийски били послушници в манастира. Днес манастирът е възстановен и се подържа от монах Йеротей.